# Cerro del Tío Pío
El Cerro del Tío Pío es un parque de Madrid ubicado en el barrio de Numancia, en el distrito de Puente de Vallecas. Se encuentra entre la Colonia de Fontarrón, la Colonia de Santa Ana y la Colonia de los taxistas. Es conocido también con el sobrenombre de parque de las Siete Tetas, Las Tetas de Vallecas o, simplemente, Las Tetas, debido a la forma que tienen sus colinas. Se trata de uno de los mejores lugares de la ciudad para ver atardecer y desde cualquiera de sus cerros puede verse gran parte de la ciudad.

## Ubicación
Se localiza al sureste de la ciudad de Madrid en el barrio de Numancia (Madrid), distrito de Puente de Vallecas, muy próximo al distrito de Moratalaz. El parque está delimitado por las calles Sierra de Cuerda Larga, Puerto de Navacerrada, Baltasar Santos, Maruja García Romero, Ramón Pérez de Ayala, Benjamín Palencia, Boada, José Paulete y el Camino de Valderribas. A pesar de estar alejado de los recorridos turísticos, se recomienda su visita para poder ver una panorámica única de la ciudad y la sierra, especialmente al atardecer. El parque tiene 3 entradas. Además es un lugar muy frecuentado tanto por fotógrafos y por directores que van a filmar películas, documentales o incluso anuncios.

Panorámica del parque

## Historia
A principios del siglo XX la zona era conocida como Palomar de Rivera, y en ella había algunas construcciones aisladas. Fue a partir de 1916 cuando se empezaron a producir asentamientos de chabolas que formaron un vecindario autóctono y característico.
Con frecuencia, para bordear las leyes municipales, las chabolas se construían con ayuda de los vecinos en una sola noche. Eran de planta baja, con una o dos habitaciones, y con frecuencia encaladas, lo que daba al barrio un cierto aire andaluz. El terreno arcilloso facilitaba la excavación de cuevas, y el conjunto formaba un típico poblado chabolista tal como los del Pozo del Tío Raimundo el Puente de los Tres Ojos.
En lo alto del cerro, a continuación de las chabolas, se extendían terrenos de cultivo que llegaban hasta la actual carretera de Valencia. La única vía de comunicación era la actual calle de Pío Felipe. 

### Pío Felipe
La primera vivienda en el cerro, la levantó  Pío Felipe Fernández, propietario de buena parte de los terrenos. Era una casa de cuatro habitaciones construida en 1916 que disponía de un establo, donde Felipe (era el apellido) alojaba su carro y mulas, ya que se dedicaba al negocio de la recogida de basuras y chatarra. 
Pío Felipe Hernández había nacido en Piedralaves en 1862, pero había vivido desde niño en Vallecas. Su mujer, Aniceta Budia de la Cruz, era natural de Villalba de la Sierra, pero al igual que él había vivido desde niña en Vallecas. Ambos eran muy populares y llegaron a tener calles con su nombre en la zona. Pese a su origen humilde, Felipe ostentó e 1906 el cargo de vocal del Centro Instructivo Obrero Republicano de Nueva Numancia y Doña Carlota. En 1928 ocupó el mismo puesto en el Centro Social Ciudadano y Ateneo de Vallecas.
En 1925 se conocía oficialmente el asentamiento como barrio de Pío, encabezando Pío Felipe, el listado de vecinos en el padrón municipal de ese año. Estaba inscrito como jornalero en ese padrón y junto a él figuraba su esposa y cuatro hijos solteros. Según el padrón llevaban varios años viviendo allí y todos los miembros de la familia sabían leer y escribir. En otra casa figuraba inscrito el hijo mayor, Eugenio, junto a su mujer y sus tres hijos, este llevaba nueve años residiendo en Vallecas.
La situación familiar y personal de Felipe contrastaba con la de sus vecinos, pues en ese mismo padrón figuraban empadronadas en el barrio 90 personas en 22 viviendas. De ellas, 73 no sabían ni leer ni escribir. El vecindario estaba formado por matrimonios de inmigrantes procedentes en su mayoría de pueblos de Cuenca, Guadalajara, Murcia y Madrid. Todos los varones declaraban como oficio el de jornalero. En esta primera época las casas eran más espaciosas que las que se construyeron después de la guerra pues tenía tres o cuatro habitaciones pequeñas. 

Panorámica en HD, del cerro durante la crisis del Covid19. Junio2020

En 1930 varió ligeramente la denominación oficial y pasó a llamarse Colonia Pío Felipe. El nombre de Aniceta Budia aparece además al margen de las hojas del padrón como referencia del lugar. La vía de acceso se designaba ya Camino de Pío Felipe. La colonia siguió creciendo en los años treinta y es posible que por entonces ya contara con algún establecimiento para la venta de comida y bebidas.

### Después de la guerra (1940-1960)
Tras la Guerra Civil el número de inmigrantes provenientes de las provincias españolas fue creciendo en Vallecas. Según el padrón de 1950, las provincias de origen mayoritarias en el Cerro eran, por este orden, Toledo, Jaén, Madrid, Guadalajara y Cuenca. En los cincuenta fue aún más notable el incremento de población. De las 544 personas que lo habitaban en 1950, se pasó nada más y nada menos que a 4.148 en 1960. 
El Cerro se fue consolidando como un barrio marginal y adquirió una mala fama que compartía con el resto de Vallecas como típicas barriadas suburbiales. El poeta Pedro Garfias en el prólogo de su libro de poemas titulado precisamente Cerro del Tío Pío, escrito en 1965, lo definiría como «el símbolo de todos los suburbios de España, de todos los suburbios del mundo». 
La mala fama no era gratuita pues más de cuatro mil personas compartían un espacio reducido. Además se carecía de agua corriente, fuentes, luz y alumbrado público. El resultado urbanístico era totalmente caótico, pese a lo cual destacaba la buena vecindad entre sus habitantes dando al barrio un aire de pueblo pintoresco, que fue aprovechado por algunos fotógrafos, como Santos Yubero para dejar su impronta.

### Colegio Tajamar y años 60 y 70
Las primeras mejoras en la urbanización del barrio llegaron en 1958 con la construcción del Instituto Tajamar, perteneciente al Opus Dei, que se edificó en lo alto del barrio. Su inauguración oficial se produjo en marzo de 1962 y las relaciones con los habitantes del barrio fueron siempre cordiales, resaltando la honradez de los vecinos, pese a las duras condiciones en las que vivían; alguno de sus vecinos encontraría trabajo como auxiliar en el centro.
Su fama como barrio marginal fue aumentando y los niños del barrio empezaron a atraer la atención de los foráneos. Se dice que la tenista Lilí Álvarez  solía acudir de incógnito a socorrer a los niños. En 1962 un barco procedente de Londres con 1.742 kilos de ropa llegó a Bilbao para ayudar a los niños del poblado, las gestiones las había llevado a cabo la Embajada Británica en Madrid.
En 1960, el conde de Mayalde, alcalde de Madrid, inauguró cuatro fuentes públicas, y en 1962 se inauguró una guardería escuela patrocinada por la Cruz Roja. En 1963 se instalaron unas pocas farolas, en 1967 se construyeron lavaderos públicos,  pero la luz eléctrica no llegó hasta finales de los sesenta. 
En diciembre de 1965, el Opus Dei inauguró la parroquia de San Alberto Magno en un modesto barracón, siendo su primer párroco José Luis Saura. La iglesia definitiva llegaría en 1979.

### Últimos años como poblado
Las nuevas generaciones que habían nacido en el poblado tenían en la década de los 70 un buen nivel cultural, a pesar de la pobreza y de que la mayoría de sus habitantes seguían siendo obreros de la construcción o se empleaban en los peores puestos del sector terciario. 
Los jóvenes del Cerro se integraron en los movimientos vecinales surgidos en Vallecas tras la muerte de Franco, uno de cuyos objetivos prioritarios era la lucha por una vivienda digna. La Asociación de Vecinos del Cerro del Tío Pío, junto a otras asociaciones vecinales, tuvo una importante participación en la modificación en 1976 del Plan Parcial de Vallecas, por el que se facilitaba la expulsión de los habitantes de las viviendas más precarias. 
La decisión de erradicar el poblado para dar fin a sus condiciones infrahumanas partió en 1967 de los círculos del Opus Dei, que como se ha dicho arriba dirigían el colegio Tajamar y la parroquia. En dicho año, el párroco José Luis Saura impulsó la creación de la Cooperativa Nuestra Señora del Cerro con el fin de que todas las personas, independientemente de cual fuera su situación económica, pudieran acceder a una vivienda digna. Gracias también a sus gestiones, la Cooperativa Jesús Divino Obrero, dedicada a la edificación de hogares para trabajadores, entregó entre 1974 y 1975 la cantidad de  1.189 viviendas, 600 de ellas adjudicadas a vecinos del Cerro que en su mayoría habían cobrado sus montepíos laborales. Estas viviendas se construyeron en la cumbre de la colina, frente al colegio Tajamar.
Las 500 familias que quedaban aún en el poblado fueron realojadas dentro del Plan de Ordenación y Realojamiento de Vallecas. En octubre de 1977 se constituía la empresa mixta OREVASA Ordenación y Realojamiento de Vallecas, S.A.), formada por varios organismos oficiales y asociaciones de vecinos. Esta empresa canalizaría desde mediados de 1979 el realojo de 12.000 familias en el conjunto de Vallecas, con iniciativas enmarcadas en el llamado Plan de Remodelación de Barrios. Las viviendas beneficiadas pertenecían al Cerro del Tío Pío, Fontarrón Palomeras Sureste, Alto del Arenal, Pozo del Tío Raimundo y barrio de Doña Carlota. 
El 6 de mayo de 1980 COPLACO (Comisión de Planeamiento y Coordinación del área metropolitana de Madrid) aprobaba el proyecto de expropiación de los bienes y derechos que existían en el Cerro. El Boletín Oficial del Estado publicó en el mes de septiembre siguiente la relación de propietarios citados para examinar el expediente creado y formular alegaciones. Como curiosidad, la parcela número 158 pertenecía todavía a Pío Felipe Fernández.
En los años siguientes se sucedieron distintos enfrentamientos con la policía por parte de los últimos habitantes del Cerro que se resistían al abandono de sus viviendas ante las promesas imprecisas de proporcionarles otra vivienda.

Panorámica en 2022

## Construcción del parque[2]
Las viviendas prometidas en el Cerro no llegaron a construirse. En 1983, las competencias del Ministerio de Obras Públicas y Vivienda pasaron a la Comunidad de Madrid, el IVIMA asumió las competencias en materia de vivienda y decidió la construcción, entre otros, del parque del Cerro del Tío Pío. Los autores de los proyectos fueron los arquitectos urbanistas Manuel Paredes Grosso, José Manuel Palao Núñez y Julián Franco López y los ingenieros Arturo Soto Cuesta y José Luis Orgaz, este último encargado además de las obras.
Las obras se iniciaron en 1985 y lo primero que se encontraron las excavadoras fueron los escombros de las chabolas. Manuel Paredes, que dirigía las obras, decidió entonces dejar estos restos para cubrirlos de tierra y hierba y ahorrar así el traslado a vertederos. Nacieron así los montículos, bautizados por los vallecanos como tetas, pero en el lugar no hay ninguna noticia que recuerden que bajo los pies de los visitantes yacen los restos de años de lucha por una vivienda digna, así como la memoria de la clase obrera madrileña de buena parte del siglo XX. 
A partir de ese momento, el diseño del parque se supeditó a los montículos y a las extraordinarias vistas que pueden contemplarse desde ellos.  El Mirador, en el centro, corona la cúspide.  En él se encuentra el principal ornamento del parque: la escultura Rectángulo real ilusorio, del gaditano Enrique Salamanca.

## Infraestructuras

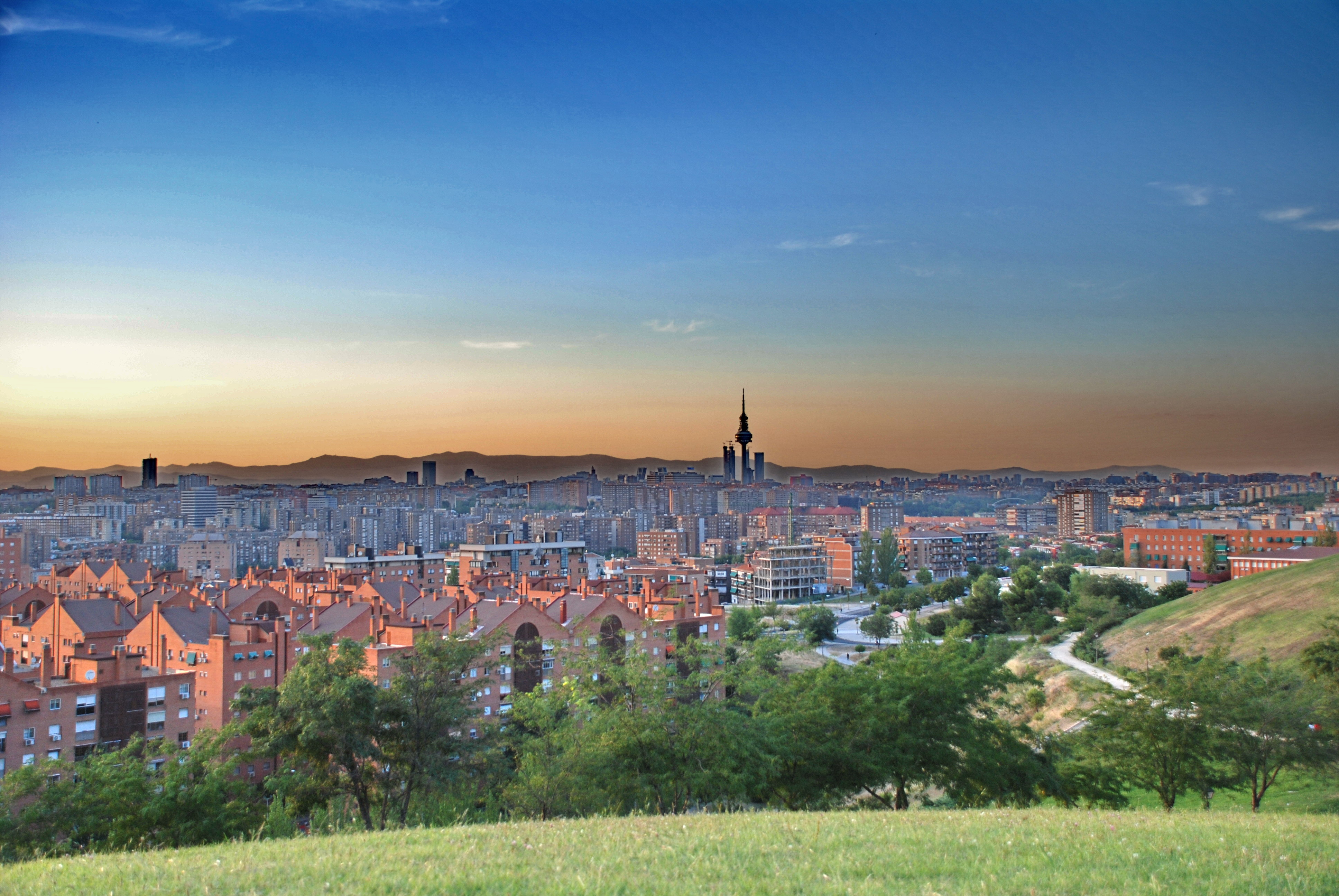
Vista del panorama urbano de Madrid desde el Cerro del Tío Pío

En la parte más alta del parque existe un mirador, un bar, una zona de juegos para niños y una zona con aparatos para hacer deporte al aire libre. Además, le rodea en todo su perímetro un tramo de carril bici. En la parte más baja del parque hay varios equipamientos deportivos (pistas de fútbol sala, baloncesto y ping-pong). .
En el perímetro de la parte Este, quedan integrados el centro de salud Buenos Aires y el parque de bomberos de Vallecas, también Museo de Bomberos de Madrid; y en la parte baja, entre otros, el Centro de Recuperación de personas con discapacidad física y la Fundación Lesionado Medular.

## Flora
La vegetación que se puede encontrar en el parque del Cerro del Tío Pío es diversa aunque lo más destacable son las extensas superficies de praderas que tapizan las laderas. Hay 1217 árboles repartidos por todo el parque de diversas variedades: pino piñonero, acacia de tres espinas y morera. También existen tres variedades de arbustos: jazmín, espino de fuego y cotoneaster.

## En la cultura
El Cerro del Tío Pío quedó plasmado en la literatura en el libro de poemas homónimo de Pedro Garfias, publicado en Barcelona en 1964 en edición ilustrada por 10 xilografías de Miquel Vilà.
El cantante extremeño Luis Pastor, que vivió en el Cerro, declara que pasó allí los «mejores años de su juventud».
El pintor hiperrealista Antonio López inmortalizó en 1963 las vistas de Madrid desde el cerro del Tío Pío. Posteriormente en una segunda obra comenzada en 1997 retrato el cerro desde la torre de bomberos de Vallecas.
Varias producciones televisivas y cinematográficas han elegido este parque para grabar sus rodajes, como:
- Física o química (2010-2011), Antena 3.
- Fuga de cerebros (2009), Antena 3 Films.
- Aída (2013-2014), Telecinco. Aparece en la cabecera.
- Vive cantando (2014-2015), Antena 3.
- Estoy vivo (2018), RTVE. Temporada 2 Cap. 18 aparece localizado un diálogo en un banco de atrezzo colocado sobre el cerro.

## En la política
El partido político de ámbito nacional Podemos fue registrado por Pablo Iglesias en el año 2014 en el Cerro del Tío Pío.[cita requerida]

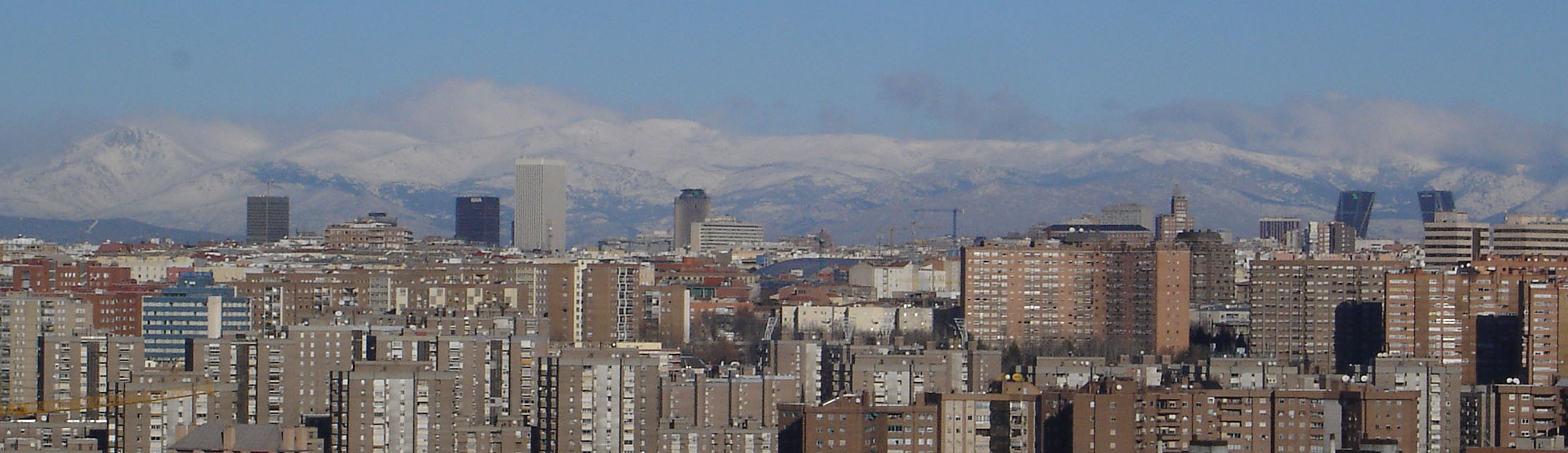
Vista de la sierra y la ciudad desde una de las colinas.

 A la izquierda se ven algunos rascacielos del complejo AZCA: la torre Mahou, la torre BBVA, la torre Picasso y la torre Europa, a la derecha del todo se ven las torres KIO, el complejo Cuatro Torres estaría fuera de campo después de las KIO.

## Accesos
- Autobuses: EMT Líneas 54 , 141  y 143 .
- Metro: línea  (estaciones de Portazgo y Buenos Aires).